# Masao Akiyama
Masao Akiyama (jap. 秋山 真男, Akiyama Masao; * 1943) ist ein ehemaliger japanischer Badmintonspieler. 

## Karriere
Masao Akiyama gewann 1965 seinen ersten Titel bei den nationalen japanischen Meisterschaften. Ein Jahr später wurde er Zweiter bei den All England und Dritter bei den Asienspielen. Von 1967 bis 1969 gewann er drei japanische Herrendoppeltitel in Folge, ehe er 1972 seine letzte Meisterschaft gewann.

## Sportliche Erfolge
| Saison | Veranstaltung                | Disziplin    | Platz | Name                         |
| ------ | ---------------------------- | ------------ | ----- | ---------------------------- |
| 1965   | Japan: Einzelmeisterschaften | Herreneinzel | 1     | Masao Akiyama                |
| 1966   | All England                  | Herreneinzel | 2     | Masao Akiyama                |
| 1966   | Asienspiele                  | Herreneinzel | 3     | Masao Akiyama                |
| 1967   | Japan: Einzelmeisterschaften | Herrendoppel | 1     | Ippei Kojima / Masao Akiyama |
| 1968   | Japan: Einzelmeisterschaften | Herrendoppel | 1     | Ippei Kojima / Masao Akiyama |
| 1969   | Japan: Einzelmeisterschaften | Herrendoppel | 1     | Ippei Kojima / Masao Akiyama |
| 1972   | Japan: Einzelmeisterschaften | Herrendoppel | 1     | Ippei Kojima / Masao Akiyama |